# Communauté de communes du Perche-Gouët
La communauté de communes du Perche-Gouët est une ancienne communauté de communes française du Perche, située dans le département d'Eure-et-Loir et la région Centre-Val de Loire.  La Communauté de communes appartient également au Pays du Perche d'Eure-et-Loir.

## Historique
- 6 décembre 2004 : création de la communauté de communes
- 31 décembre 2016 : scission de la communauté de communes en application du schéma départemental de coopération intercommunale arrêté le 9 février 2016[1] :
  - Frazé rejoint la communauté de communes Terres de Perche,
  - Mézières-au-Perche, Bullou, Gohory, Brou, Dampierre-sous-Brou, Unverre, Moulhard, Yèvres, La Bazoche-Gouet et Chapelle-Guillaume intègrent la communauté de communes du Grand Châteaudun,
  - Luigny, Chapelle-Royale et Les Autels-Villevillon adhèrent à la communauté de communes du Perche,
  - Mottereau et Montigny-le-Chartif font désormais partie de la communauté de communes Entre Beauce et Perche.

## Composition
Elle était composée de 16 communes du canton de Brou :
| Nom                    | Code Insee | Gentilé           | Superficie (km2) | Population (dernière pop. légale) | Densité (hab./km2) |
| ---------------------- | ---------- | ----------------- | ---------------- | --------------------------------- | ------------------ |
| Unverre (siège)        | 28398      | Unverrois         | 62,33            | 1 241 (2014)                      | 20                 |
| Brou                   | 28061      | Broutains         | 19,83            | 3 411 (2014)                      | 172                |
| Les Autels-Villevillon | 28016      |                   | 10,08            | 160 (2014)                        | 16                 |
| La Bazoche-Gouet       | 28027      | Bazochiens        | 37,44            | 1 234 (2014)                      | 33                 |
| Bullou                 | 28066      | Bulléens          | 9,14             | 238 (2015)                        | 26                 |
| Chapelle-Guillaume     | 28078      | Castelguillaumois | 19,86            | 195 (2014)                        | 9,8                |
| Chapelle-Royale        | 28079      | Capellariens      | 9,89             | 310 (2014)                        | 31                 |
| Dampierre-sous-Brou    | 28123      | Dampierrois       | 14,56            | 493 (2014)                        | 34                 |
| Frazé                  | 28161      | Frazéens          | 27,55            | 511 (2014)                        | 19                 |
| Gohory                 | 28182      |                   | 9,47             | 328 (2014)                        | 35                 |
| Luigny                 | 28219      | Loupnéens         | 15,88            | 377 (2014)                        | 24                 |
| Mézières-au-Perche     | 28250      |                   | 6,11             | 133 (2015)                        | 22                 |
| Montigny-le-Chartif    | 28261      | Montignois        | 25,96            | 664 (2014)                        | 26                 |
| Mottereau              | 28272      | Mottérois         | 8,79             | 167 (2014)                        | 19                 |
| Moulhard               | 28273      | Moulhardais       | 11,17            | 149 (2014)                        | 13                 |
| Yèvres                 | 28424      | Yèvrois           | 41,75            | 1 701 (2014)                      | 41                 |

## Compétences
- Aménagement de l'espace
  - Constitution de réserves foncières (à titre obligatoire)
  - Création et réalisation de zone d'aménagement concerté (ZAC) (à titre obligatoire)
  - Plans locaux d'urbanisme (à titre facultatif)
  - Schéma de cohérence territoriale (SCOT) (à titre obligatoire)
  - Voies navigables et ports intérieurs (à titre facultatif)
- Développement et aménagement économique
  - Action de développement économique (Soutien des activités industrielles, commerciales ou de l'emploi, soutien des activités agricoles et forestières...) (à titre obligatoire)
  - Création, aménagement, entretien et gestion de zone d'activités industrielle, commerciale, tertiaire, artisanale ou touristique (à titre obligatoire)
  - Tourisme (à titre obligatoire)
- Développement et aménagement social et culturel
  - Activités culturelles ou socioculturelles (à titre facultatif)
  - Activités périscolaires (à titre facultatif)
  - Construction ou aménagement, entretien, gestion d'équipements ou d'établissements culturels, socioculturels, socioéducatifs, sportifs (à titre optionnel)
  - Établissements scolaires (à titre optionnel)
- Environnement
  - Assainissement non collectif (à titre facultatif)
  - Collecte et traitement des déchets des ménages et déchets assimilés (à titre optionnel)
  - Protection et mise en valeur de l'environnement (à titre optionnel)
- Logement et habitat
  - Politique du logement social (à titre optionnel)
  - Programme local de l'habitat (à titre facultatif)
- Sanitaires et social - Action sociale (à titre facultatif)

## Sources
- Le splaf - (Site sur la Population et les Limites Administratives de la France)
- La base aspic d'Eure-et-Loir - (Accès des Services Publics aux Informations sur les Collectivités)